# Abolhassan Banisadr
Abolhassan Banisadr (født 22. marts 1933, død 9. oktober 2021) var den første folkevalgte præsident i Iran efter den islamiske revolution i 1979. Banisadr var i 1960erne aktiv i studenterbevægelsen, som søgte at vælte shahen. Han blev fængslet to gange og såret under et oprør i 1963. 
Banisadr flygtede til Frankrig, hvor han gik ind i en iransk modstandsbevægelse, som blev ledet af ayatollah Khomeini. Han vendte tilbage til Iran sammen med Khomeini i begyndelsen af revolutionen i februar 1979. Efter revolutionen blev Banisadr udnævnt til vice-økonomi- og finansminister samt udenrigsminister for en kort periode i 1979. Han blev finansminister fra 1979 til 1980.
I begyndelsen af 1980 blev Banisadr valgt til Irans første præsident. Hans modstandere var Ahmad Madani, Hassan Habibi, Sadegh Tabatabaee, Dariush Forouhar, Sadegh Ghotbzadeh, Kazem Sami, Mohammad Makri, Hassan Ghafourifard, og Hassan Ayat. Samme år i august og september overlevede Banisadr to helikopterstyrt nær den iransk-irakiske grænse.
Banisdar var ikke en mullah, og ayatollah Khomeini insisterede på at mullaher ikke kunne blive valgt til poster i staten. Khomeini ændrede dog holdning til dette på et senere tidspunkt.
Kort tid efter havde Banisadr et sammenstød med ayatollah Khomeini, som mente, at Banisadr ledede de iranske styrker på en svag måde i Irak-Iran krigen, hvilket medførte, at Khomeini fratog præsidenten kontrollen med de væbnede styrker og lod denne magt overgå til sit eget embede.
Banisadr blev tvunget fra magten den 22. juni 1981 af parlamentet på grund af hans handlinger mod mullaherne og specielt lederen af det juridiske system Mohammad Behesti. Ayatollah Khomeini menes at have fået parlamentet til at afsætte Banisadr. Han blev efterfulgt af Mohammad Ali Rajai.
Banisadr flygtede fra Iran på grund af dødstrusler fra ayatollah Khomeinis støtter. Han vendte tilbage til Frankrig, hvor han boede til sin død i 2021.